# Scatopse globulicauda
Scatopse globulicauda är en tvåvingeart som beskrevs av Lastovka och Haenni 1981. Scatopse globulicauda ingår i släktet Scatopse och familjen dyngmyggor.
Artens utbredningsområde är Österrike. Inga underarter finns listade i Catalogue of Life.